# Sergio Céspedes
Sergio Esteban Céspedes Davy (San Isidro, Alajuela, Costa Rica, 24 de enero de 2002) es un futbolista costarricense que juega como lateral derecho en el Santa Ana Fútbol Club, de la Segunda División de Costa Rica.

## Trayectoria
Sergio es oriundo de Alajuela centro. Inició su desarrollo integral como futbolista en equipos del barrio, para luego pasar a la Academia Wilmer López, Carmelita y concluyó su formación en las divisiones menores del Deportivo Saprissa, club al que llegó a los 13 años.

### Municipal Liberia
El 12 de septiembre de 2020, el Municipal Liberia anuncia el fichaje de Céspedes en calidad de préstamo. Su debut en la Segunda División se produjo el 20 de septiembre, por la tercera fecha del Torneo de Apertura contra Guanacasteca en el Estadio Edgardo Baltodano. El lateral alineó como estelar del entrenador Christian Oviedo, portó la dorsal «21» y su equipo cayó de local por 0-1. Para esta competencia obtuvo diez apariciones mientras que el cuadro liberiano accedió a los cuartos de final, perdiendo esta serie frente a Cariari.

### Deportivo Saprissa
El 2 de agosto de 2021, se oficializa su incorporación al primer equipo del Deportivo Saprissa y firmó el contrato hasta mayo de 2024. Debutó en la máxima categoría con el cuadro morado el 12 de septiembre en el Estadio Carlos Ugalde, donde enfrentó a San Carlos por la décima fecha del Torneo de Apertura. Céspedes alineó como titular con la dorsal «38» y completó la totalidad de los minutos de la derrota por 1-0. El conjunto morado finalizó la competencia con el subcampeonato. Céspedes contabilizó quince presencias y tuvo 1034 minutos de acción.

## Selección nacional

### Categorías inferiores
El 23 de abril de 2019, Céspedes fue convocado a la Selección Sub-17 de Costa Rica del técnico Cristian Salomón, para disputar el Campeonato de la Concacaf de la categoría. Sergio fue suplente al comienzo de la fase de grupos contra Panamá (2-2), Curazao (0-3) y pudo ser titular en el último duelo ante Surinam (0-6). El 9 de mayo su selección venció a Nicaragua por 2-1 en los octavos de final, pero tres días después cayó en penales frente a Canadá, por lo que se quedó sin la oportunidad de asistir al Mundial de Brasil de ese año.

#### Participaciones en juveniles
| Competición                           | Sede           | Resultado        | Partidos | Goles |
| ------------------------------------- | -------------- | ---------------- | -------- | ----- |
| Campeonato Sub-17 de la Concacaf 2019 | Estados Unidos | Cuartos de final | 2        | 0     |

## Estadísticas

### Clubes
Actualizado al último partido jugado el 17 de abril de 2022.
| Municipal Liberia Costa Rica |               |               |    |   |   |   |   |    |    |   |
| 2.ª | 2020          | 10            | 0  | — | — | — | — | 10 | 0  |   |
| Total club | Total club    | 10            | 0  | — | — | — | — | 10 | 0  |   |
| Deportivo Saprissa Costa Rica |               |               |    |   |   |   |   |    |    |   |
| 1.ª | 2021-22       | 24            | 0  | 0 | 0 | 2 | 0 | 26 | 0  |   |
| Total club | Total club    | 24            | 0  | 0 | 0 | 2 | 0 | 26 | 0  |   |
| Total carrera | Total carrera | Total carrera | 34 | 0 | 0 | 0 | 2 | 0  | 36 | 0 |
| (1) Incluye datos de la Supercopa de Costa Rica (2021). (2) Incluye datos de la Liga Concacaf (2021) / Liga de Campeones de la Concacaf (2022). (3) No incluye goles en partidos amistosos. |               |               |    |   |   |   |   |    |    |   |

## Palmarés

### Títulos nacionales
| Título                         | Club               | País       | Año  |
| ------------------------------ | ------------------ | ---------- | ---- |
| Supercopa de Costa Rica        | Deportivo Saprissa | Costa Rica | 2021 |
| Primera División de Costa Rica | Deportivo Saprissa | Costa Rica | 2022 |